# Brita Christina Dahlbom
Brita Christina Dahlbom, född Gevalin i Hudiksvall 7 april 1749 (g.s.), död 25 januari 1820, var en svensk företagare. Hon ledde handelshuset Dahlboms i Hudiksvall 1778–1788 och 1801–1810. 
Brita Christina Gevalin gifte sig 1773 med Peter Dahlbom (d. 1778), son till Lars Dahlbom (d. 1752) och Brita Vesterling. Maken tog 1775 över handelshuset Dahlboms från sin styvfar Peter Beckner; företaget hade grundats av hans far 1734 som köpte upp garn och linne av Hälsinglands hemleverantörer (de lät även dela ut garn och ge andra i uppdrag att väva linne av det), för att sedan sälja det vidare. Hon fick två söner under sitt första äktenskap, Jonas och Lars Petter. 
Vid makens död följde hon sin svärmors exempel och skötte själv handelshuset fram till sitt omgifte med sin handelsbetjänt Pehr Högberg tio år senare. Hon fick inga barn under sitt andra äktenskap. Vid sin andre makes död 1801 tog hon åter över verksamheten med sina två söner. Först 1810 övertogs handelshuset av hennes son i första äktenskapet, Lars Petter Dahlbom (d. 1848).